# Trần
Trần (chữ Hán: 陳) là một họ người Trung Quốc, Đài Loan, Hồng Kông, Việt Nam, Hàn Quốc, Singapore và một số nơi khác trên thế giới. Họ Trần là họ phổ biến nhất tại miền Nam Trung Quốc. Tại Trung Hoa Dân Quốc , đây cũng là họ phổ biến nhất, chiếm 11% dân số. Tại Singapore, họ này thỉnh thoảng được viết với ký tự Latinh là Chen. Theo tiếng Quảng Đông, họ này cũng được viết với ký tự Latinh là Chan. Một số cách viết Latinh khác (từ các phương ngữ khác nhau) cũng có thể bắt gặp là Tan (ở Malaysia), Tang, Ding (tiếng Phúc Châu), Chin (tiếng Khách Gia, tiếng Nhật: ちん), Chun hay Jin (진) (tiếng Triều Tiên), Zen (giọng Thượng Hải). Họ Trần theo tiếng Hàn là Jin.
Theo lối chiết tự, Trần còn được gọi ẩn dụ là Đông A (do chữ Trần 陳 được ghép từ hai thành phần là Đông (東) và A (阿)). Khi nhà Trần tại Việt Nam giành chiến thắng trong ba cuộc kháng chiến chống quân Mông Nguyên, khí thế chiến đấu của quân dân nhà Trần được gọi là "hào khí Đông A".

## Lịch sử

### Tại Trung Quốc
Danh từ họ Trần bắt nguồn từ họ Quy (媯, bính âm: Gūi), một họ Trung Quốc cổ, hậu duệ của vua Thuấn, một trong Tam Hoàng Ngũ Đế. Khi Chu Vũ Vương thiết lập nhà Chu, ông đã thực thi  chính sách Tam Khác (三恪, bính âm: Sān Kè), để thể hiện sự kính trọng đối với ba triều đại trước do Hoàng Đế, Vua Nghiêu, và Vua Thuấn thành lập. Ở đây chữ "khác" (恪) có nghĩa là kính trọng chứ không phải là "khách" như nhiều người lầm tưởng. Theo chính sách này, Chu Vũ Vương dành vùng đất Trần cho cháu 33 đời của vua Thuấn là Quy Mãn thành lập quốc gia riêng gọi là Trần Quốc. Tuy nhiên, về sau, lãnh thổ này bị nước Sở chiếm đóng vào thế kỷ V TCN. Từ đó, những người sống tại đây lấy Trần làm họ của mình.
Vùng đất Trần thời Chu Vũ Vương chính là nơi Quy Mãn, con Ngu Yên, hậu duệ vua Ngu Thuấn được phong vương và khởi sinh họ Hồ tại đây. Vua Chu Vũ Vương sau khi diệt nhà Thương, tìm được Quy Mãn là dòng dõi vua Thuấn và phong cho làm vua nước nước Trần. Sau khi mất, Mãn được phong thụy hiệu là Trần Hồ Công, có nghĩa là Hồ Công của nước Trần. Công là tước, Hồ là thụy hiệu chứ không phải họ, và Trần là tên nước chứ cũng không phải là họ. Bởi vậy nói Trần Hồ Công là họ và tên là một nhầm lẫn. Hậu duệ của Quy Mãn lấy thụy hiệu Hồ làm họ, bởi vậy Quy Mãn mới đích xác là thủy tổ của họ Hồ. Nhiều thứ dân lúc bấy giờ lấy tên nước là Trần làm họ chứ không có liên hệ huyết thống với Quy Mãn. Cũng có thể là một số hậu duệ của Quy Mãn lấy chữ Trần (trong thụy hiệu Trần Hồ Công) làm họ, nhưng theo tổng kết của Thông Chí-Thị Tộc Lược thì khởi nguồn của họ Trần có ba dòng chính là (1) lấy tên nước làm họ, (2) nội tộc đổi thành họ Trần, và (3) ngoại tộc đổi thành họ Trần, chứ không có việc lấy thụy hiệu làm họ (xem văn bản tiếng Hoa của bài Họ Trần này dưới đề mục 起源). Như thế, ở một chừng mực nào đó có thể nói rằng Quy Mãn cũng là thủy tổ của họ Trần.

### Tại Việt Nam
Họ Trần xuất hiện tại Việt Nam từ khi nào chưa rõ nhưng trong lịch sử đã có nhiều người Việt Nam mang họ Trần từ trước khi những người mang họ Trần gốc Trung Quốc  di cư sang. Tiêu biểu như Man Thiện (tên thật là Trần Thị Đoan) thân mẫu của Hai Bà Trưng, người đã tham gia vào cuộc khởi nghĩa của hai bà vào năm 40 sau công nguyên.
Những người họ Trần gốc Bách Việt ở Tần Châu, tỉnh Phúc Kiến, Trung Hoa đầu tiên di cư sang Việt Nam vào khoảng năm 227TCN, Trần Tự Minh giúp An Dương Vương kháng Tần thành công sau đó lập võ đường cư trú tại Kinh Bắc. Đến đời Trần Tự Mai di xuống xã An Sinh, thành phố Đông Triều, tỉnh Quảng Ninh ngày nay; sống bằng nghề chài lưới trên sông nước, trên đường làm ăn chuyển dần vào hương Tức Mạc, huyện Thiên Trường, tỉnh Nam Định. Về sau họ chuyển sang sinh sống tại Tam Đường, phủ Long Hưng, nay là vùng đất thuộc Thái Bình.

## Người Việt Nam nổi tiếng

#### Trước thời Trần
- Man Thiện (tên thật là Trần Thị Đoan) thân mẫu của Hai Bà Trưng, người đã tham gia vào cuộc khởi nghĩa của hai bà.[5]
- Trần Tự Viễn (582 - 637): một nhân tài kiệt xuất của xứ Giao Châu.
- Trần Ứng Long, vị tướng nhà Đinh được hậu thế tôn vinh là ông tổ nghề đan thuyền
- Trần Lãm (Trần Minh Công), một tướng trong thời loạn 12 sứ quân thế kỷ X.
- Trần Điền, Trần Điện, Trần Hòa: Được coi là ông tổ của nghề kim hoàn Việt Nam

#### Thời Trần-Hồ
Giai đoạn nhà Trần - Nhà Hồ có nhiều danh nhân, người nổi tiếng mang họ Trần, có thể kể đến như:
Các vị vua đời Trần bao gồm:
- Mười hai đời vua trong triều đại nhà Trần ở Việt Nam, từ vua Trần Thái Tông đến vua Trần Thiếu Đế gồm:
  - Trần Thái Tông
  - Trần Thánh Tông
  - Trần Nhân Tông Vua Trần Nhân Tông
  - Trần Anh Tông
  - Trần Minh Tông
  - Trần Hiến Tông
  - Trần Dụ Tông
  - Trần Nghệ Tông
  - Trần Duệ Tông
  - Trần Phế Đế
  - Trần Thuận Tông
  - Trần Thiếu Đế
- Hai vị vua nhà Hậu Trần là:
  - Trần Ngỗi (Giản Định Đế)
  - Trần Quý Khoáng (Trùng Quang Đế)

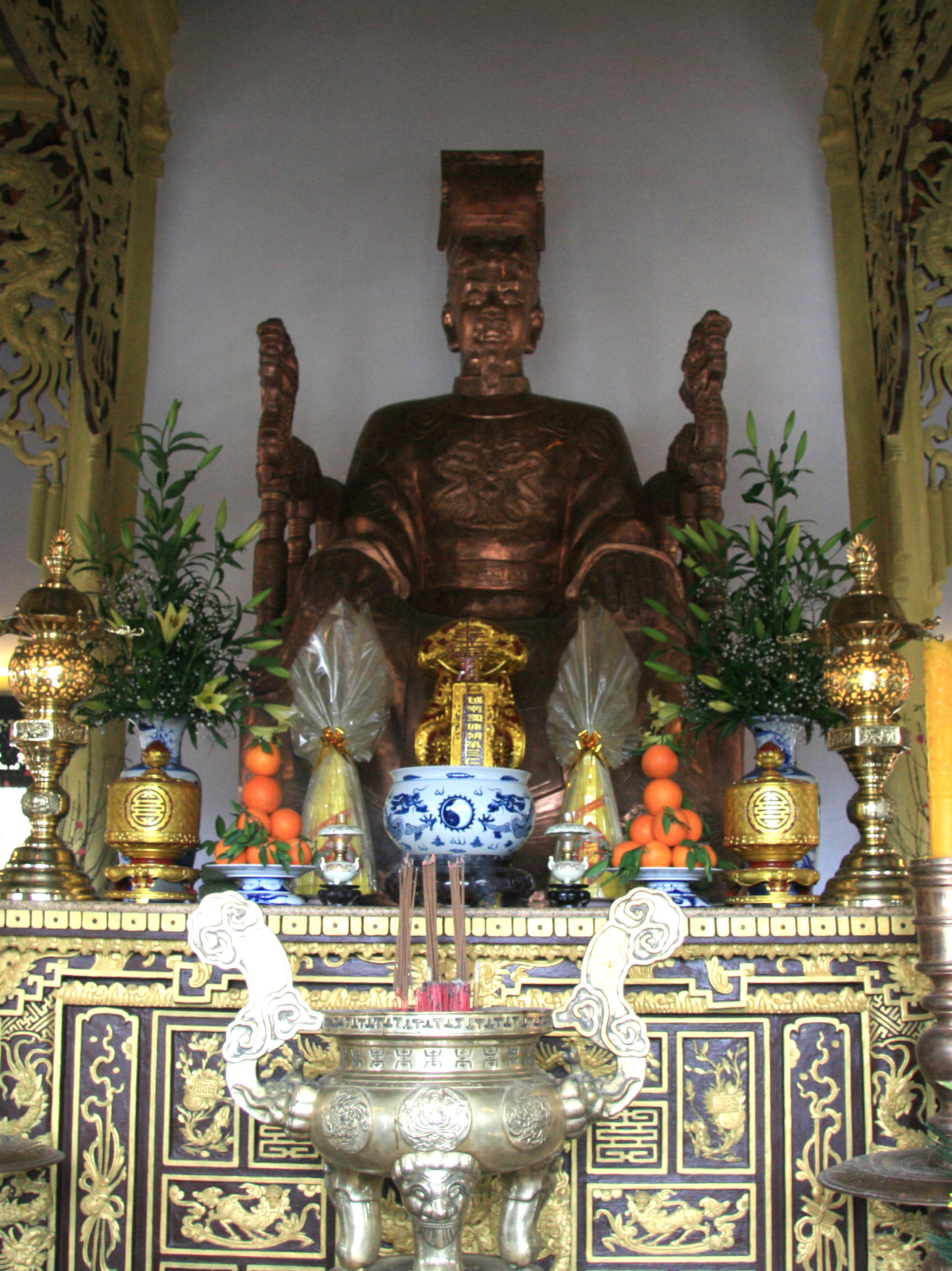
Vua Trần Nhân Tông

- Một số nhân vật được phong làm vua nhưng thực chất chỉ là bù nhìn và là con bài chính trị như:
  - Trần Di Ái: Người được Nhà Nguyên phong làm An Nam quốc vương trong cuộc chiến tranh lần 2 (thực chất là con bài chính trị của nhà Nguyên)
  - Trần Ích Tắc: Người được Nhà Nguyên phong làm An Nam quốc vương trong cuộc chiến tranh lần 3 (thực chất là con bài chính trị của nhà Nguyên)
  - Trần Thiêm Bình (tên thật là Trần Tông, gia nô của Trần Khang, đã mạo xưng con của Trần Nghệ Tông) người được nhà Minh phong làm An Nam quốc vương. (thực chất cũng là con bài chính trị của nhà Minh)
  - Trần Cảo, được Lê Lợi tôn làm vua (lấy hiệu là Thiên Khánh) theo yêu cầu của nhà Minh (thực chất cũng là con bài chính trị của Lê Lợi)

Tổ tiên của các vua nhà Trần: 
- Trần Lý (thủy tổ của nhà Trần, con của Trần Hấp),
- Trần Thừa (cha vua Thái Tông, được truy tôn là Trần Thái Tổ)

Các thế hệ tôn thất khai quốc:
- Trần Tự Khánh
- Trần Thị Dung (hoàng hậu nhà Lý), sau này là Linh Từ quốc mẫu
- Trần Liễu cha của Trần Hưng Đạo,
- Trần Thủ Độ, Thái sư nhà Trần (người có công kiến lập nhà Trần)

Các tôn thất nhà Trần có công lao cho đất nước:
- Trần Quốc Tuấn (Hưng Đạo đại vương - Tiết chế Quốc công)

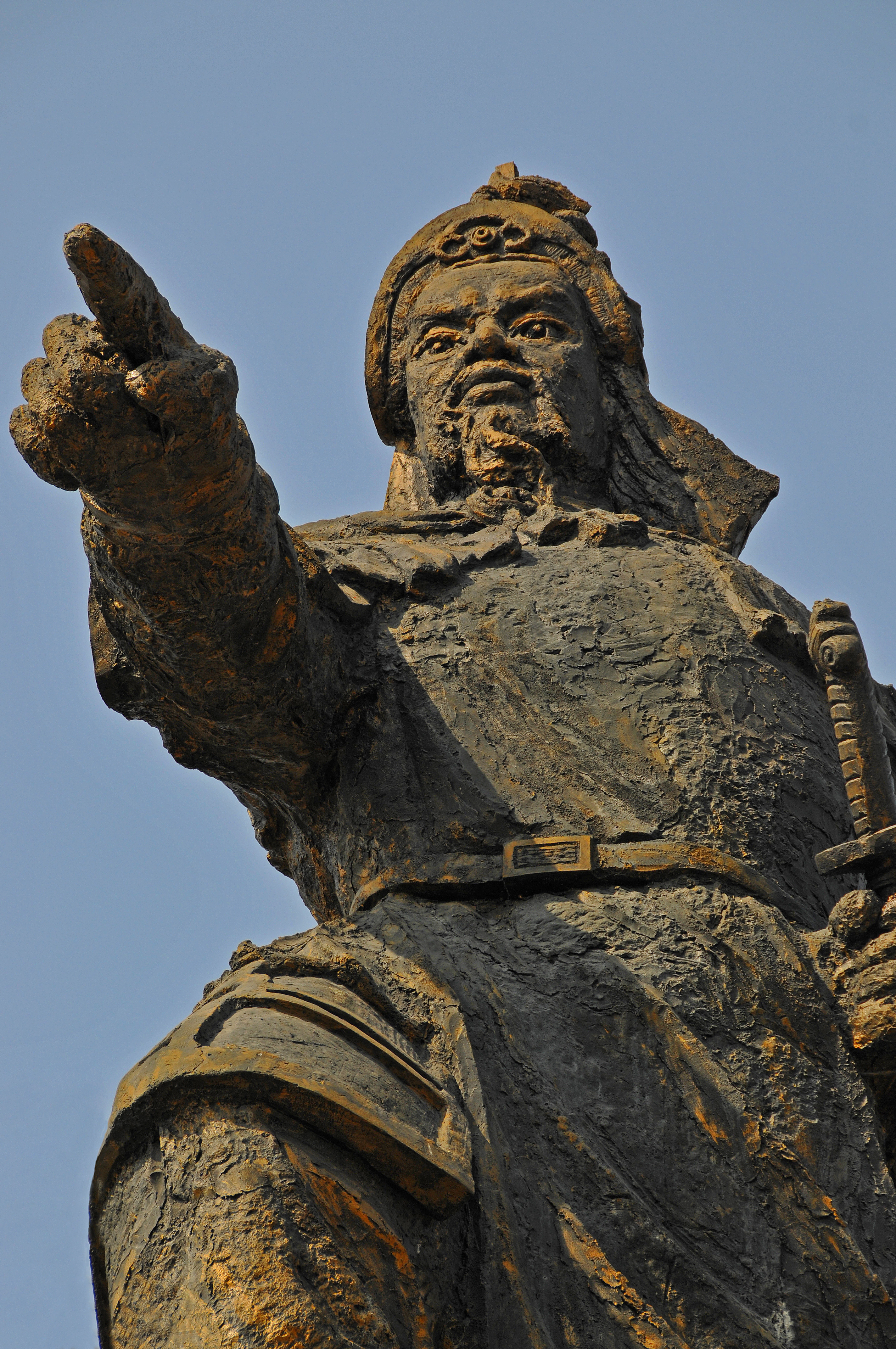
Danh tướng Trần Hưng Đạo

- Trần Quang Khải Thượng tướng, Thái sư nhà Trần
- Trần Nhật Duật
- Trần Khánh Dư
- Trần Quốc Toản
- Trần Quốc Tảng (Con trai của Hưng Đạo Vương)
- Trần Bình Trọng[8]
- Trần Khát Chân (dòng dõi Trần Bình Trọng, người có công giết được Chế Bồng Nga)
- Tuệ Trung Thượng sĩ (Trần Quốc Tung): người cùng tham gia trong cả ba lần kháng chiến chống Nguyên Mông và đặt nền móng cho trường phái Trúc Lâm Yên Tử
- An Tư công chúa (người được gả cho Thoát Hoan để nghị hòa trong tình thế nguy kịch của nhà Trần)
- Huyền Trân công chúa: người được gả cho vua Chiêm Thành để đổi lấy châu Ô là châu Lý (Rí)
- Trần Nguyên Đán, là người có công lật đổ Dương Nhật Lễ giành ngôi lại cho nhà Trần, có nhiều công trình thơ văn giá trị và là ông ngoại của Nguyễn Trãi

Các tôn thất nhà Trần khác:
- Trần Quốc Khang (anh trai Trần Quốc Tuấn)
- Trần Nhật Hiệu Thái úy, chỉ huy quân Tinh cương của nhà Trần
- Trần Kiện
- Trần Văn Lộng
- Trần Thị Thiều (Hoàng hậu của Trần Thánh Tông)

Các văn thần, danh nhân:

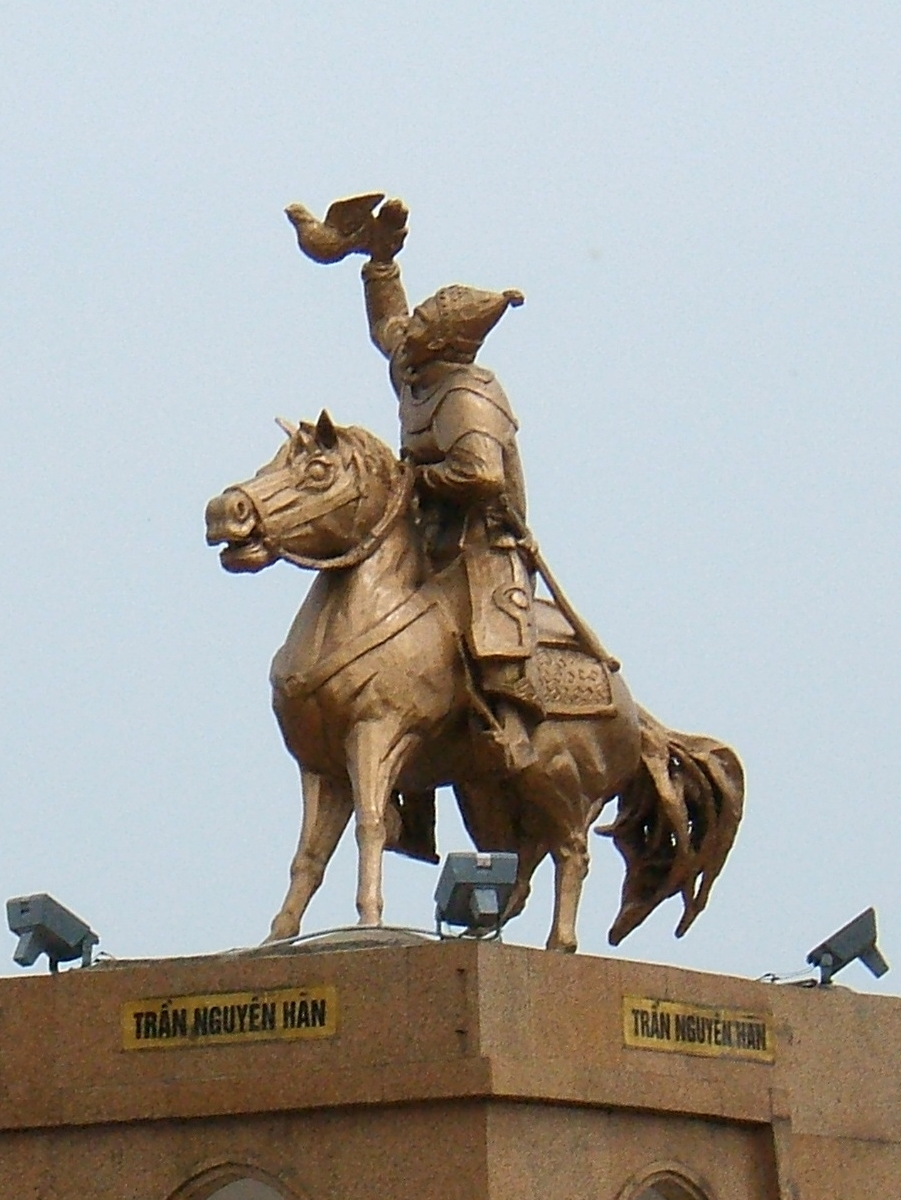
Danh tướng Trần Nguyên Hãn

- Trần Chiêu Ngạn, thượng thư bộ Hình thời Trần
- Trần Triệu Cơ, công thần gây dựng nhà Hậu Trần
- Trần Quốc Lặc: Trạng nguyên khoa Bính Thìn
- Trần Cố: Trạng nguyên khoa Bính Dần
- Trần Thì Kiến (Trần Thời Kiên)
- Trần Thế Pháp, tác giả của Lĩnh Nam chích quái
- Trần Quang Triều, tác giả của Cúc đường di khảo (một tác phẩm văn học thời Trần)
- Trần Quốc Toại, tác giả của Sầm Lâu tập (một tác phẩm văn học thời Trần)
- Trần Đình Thám, thám hoa dưới triều vua Trần Duệ Tông
- Trần Nguyên Hãng, Thiếu bảo thời vua Trần Nghệ Tông - là người hợp mưu với Trần Khát Chân trừ khử Hồ Quý Ly bất thành
- Trần Nguyên Huyên và Trần Thái Bộc, tướng của nhà Hồ đã tử trận trong chiến tranh với nhà Minh
- Trần Phong, tướng hợp tác với nhà Minh trong cuộc xâm lược Đại Việt

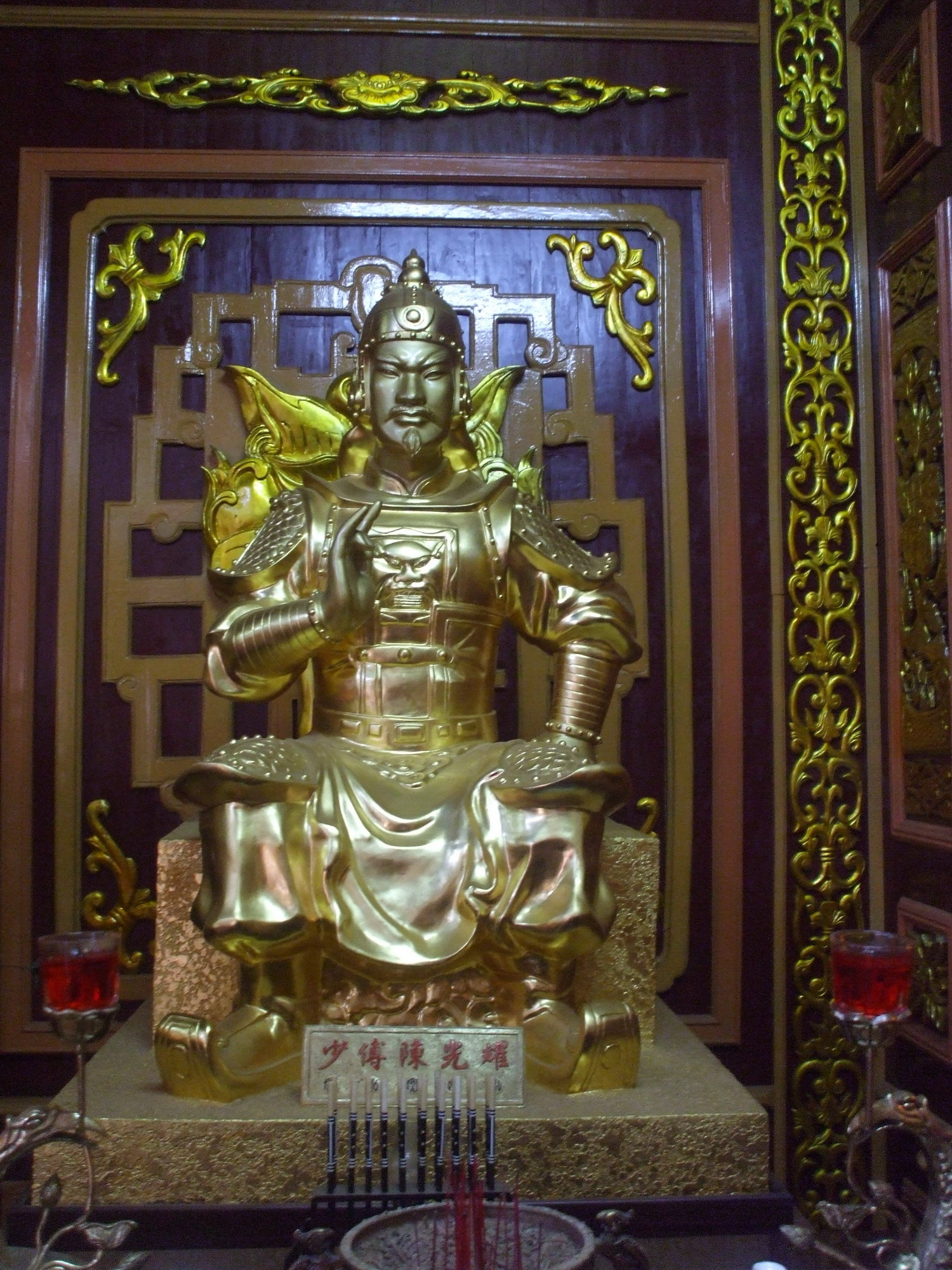
Võ tướng nhà Tây Sơn Trần Quang Diệu

#### Thời Lê-Mạc[9]
- Trần Nguyên Hãn, danh tướng khởi nghĩa Lam Sơn
- Trần Lựu, tướng giỏi của Lê Lợi, người đã dụ được Liễu Thăng lọt vào thế trận phục kích ở ải Chi Lăng
- Trần Bàn, sứ thần nhà Lê sang nhà Minh vào năm Nhâm Ngọ (1462).
- Trần Phong, quan lại trong viện Khâm hình triều đình thời Lê Thánh Tông
- Trần Khắc Minh (cháu của Trình Khanh, đã đổi lại họ Trần), đỗ Tiến sĩ khoa Giáp Thìn 1484, niên hiệu Hồng Đức thứ mười lăm đời Lê Thánh Tông. Sau ông làm quan đến chức Thượng thư bộ Lễ kiêm Đông các đại học sỹ, tước Lương Nhân hầu.
- Uy Mục Trần Hoàng hậu Trần Thị Tùng, vợ của Lê Uy Mục.
- Trần Cảo: Tự nhận là dòng dõi 5 đời của Trần Thái Tông, tự xưng làm Đế Thích thiên, tự phong làm Vua, lấy hiệu là Thiên Ứng.
- Trần Cung (Trần Thăng) là con của Trần Cảo, kế thừa sự nghiệp của cha, cũng xưng làm vua, lấy hiệu là Tuyên Hòa.
- Trần Tuân: Tướng khởi nghĩa thời Lê Sơ
- Trần Chân, là vị tướng giỏi thời Lê, đã có công đánh dẹp các lộ quân khởi nghĩa thời Lê sơ.
- Trần Danh Lâm, quan triều Lê Trung Hưng
- Trần Độc, nhà thầy thuốc Việt Nam, thầy của Lê Hữu Trác
- Trần Cảnh, quan nhà Trịnh tham gia đàn áp cuộc khởi nghĩa của Nguyễn Hữu Cầu nhưng thất bại và bị cách chức
- Trần Đăng Tuyển, quan nhà Lê Trung Hưng
- Trần Sùng Dĩnh: Trạng nguyên khoa Đinh Mùi niên hiệu Hồng Đức thứ 18 (1487), đời Lê Thánh Tông.
- Trần Văn Bảo (1524 - 1610) đỗ Trạng nguyên khoa Canh Tuất, niên hiệu Cảnh Lịch thứ 3 (1550), đời Mạc Tuyên Tông
- Trần Bảo Tín
- Trần Tất Văn: trạng nguyên thời Lê Cung Hoàng
- Trần Công Xán (Trần Công Thức): Vị quan giỏi hùng biện thời Lê
- Trần Danh Ninh: Hoàng Giáp khoa Tân hợi 1731, vị quan giỏi văn võ toàn tài..
- Trần Danh Án: Hoàng giáp khoa cuối cùng nhà lê, Trung thần trụ cột của nhà lê mạt lúc bấy giờ

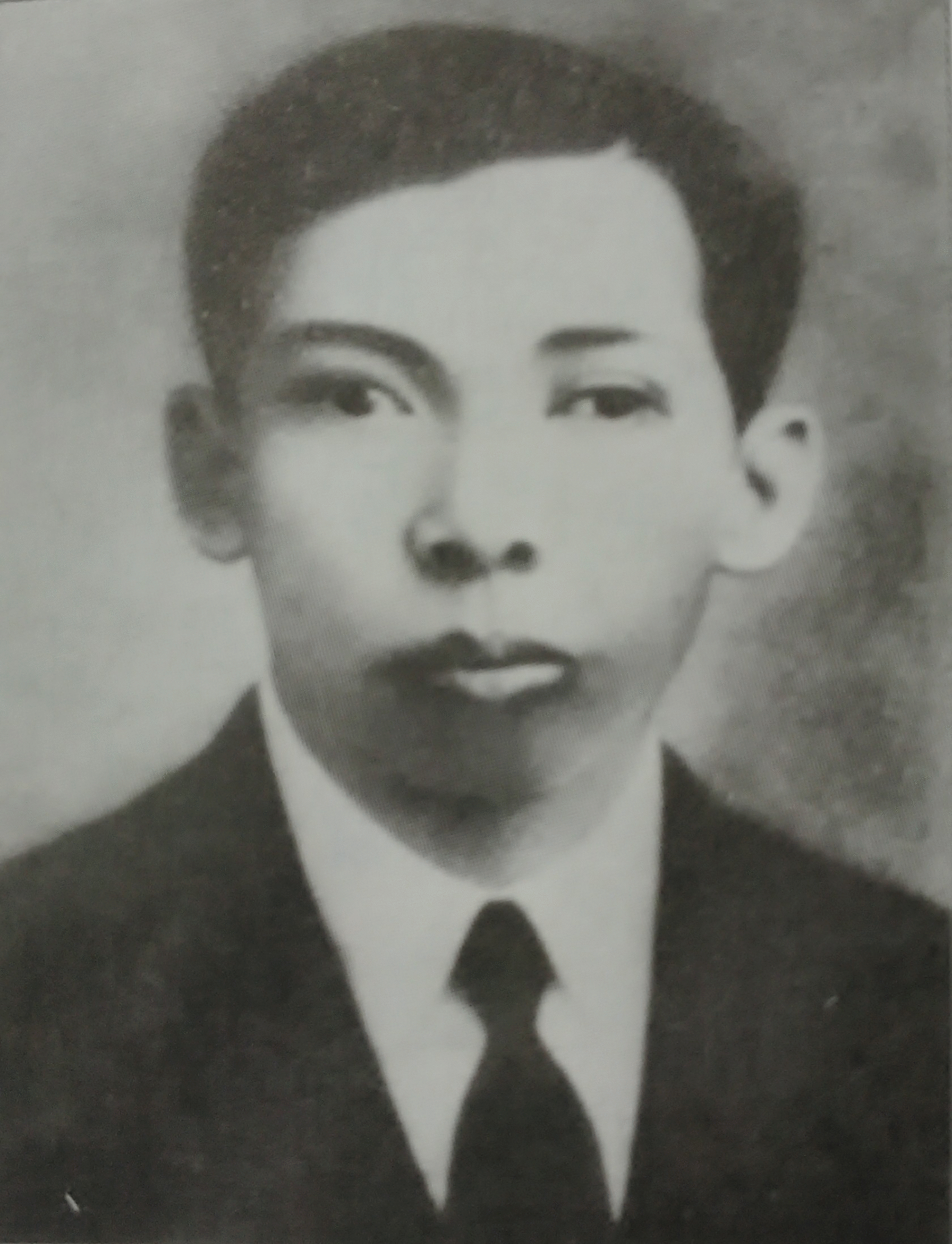
Tổng bí thư đầu tiên Trần Phú

#### Thời Nguyễn[10]- Pháp thuộc
- Trần Thượng Xuyên- Đô đốc người khai phá đất Sài gòn Gia định
- Trần Đại Định, võ tướng của chúa Nguyễn, người có nhiều công lao trong việc đánh dẹp loạn Sá Tốt, bảo vệ biên giới Việt Nam thời đó
- Trần Hầu (hay Trần Cơ, Trần Đại Lực): Võ tướng của chúa Nguyễn đã có công đánh đuổi quân xâm lấn Xiêm La
- Trần Quang Diệu: Võ tướng tài giỏi của quân Tây Sơn
- Trần Văn Kỷ hay Trần Chánh Kỷ, danh sĩ, công thần dưới triều Tây Sơn
- Trần Bích San: Đình nguyên thời nhà Nguyễn.
- Trần Thị Đang, hoàng quý phi của Gia Long.
- Trần Phát.
- Trần Công Lại
- Trần Hữu Thường.
- Trần Tấn, thủ lĩnh nổi dậy chống Pháp.
- Trần Xuân Hòa
- Trần Xuân Soạn
- Trần Xuân Sắc
- Trần Tiễn Thành, đại thần nhà Nguyễn
- Trần Quý Cáp, chí sĩ yêu nước, tham gia phong trào Duy Tân
- Trần Cao Vân, chí sĩ yêu nước
- Đội Cung (tên thật là Trần Văn Cung)
- Tú Xương tên thật là Trần Tế Xương hay Trần Duy Uyên là nhà thơ nổi tiếng của Việt Nam vào thế kỷ XIX
- Trần Bá Lộc
- Trần Đình Túc
- Trần Văn Dư
- Trần Văn Gia
- Trần Văn Thành
- Trần Trinh Trạch (hội đồng Trạch) một trong những Tứ đại Phú hộ người Việt Nam thời Pháp thuộc
- Công tử Bạc Liêu tên thật là Trần Trinh Huy, người giàu có nổi tiếng ở Bạc Liên và còn được gọi là Hắc công tử, ông cũng được coi là một võ sĩ môn Muay Thái.
- Gilbert Trần Chánh Chiếu, là nhà văn và là Tứ đại Phú hộ Việt Nam thời Pháp thuộc
- Trần Ngọc Lầu, nữ sĩ Việt Nam

### Việt Nam Cộng hòa[11]

#### Quan chức, chính khách
- Trần Trọng Kim, nhà sử học, Thủ tướng của Đế quốc Việt Nam.
- Trần Lệ Xuân, vợ của Ngô Đình Nhu (em Ngô Đình Diệm).
- Trần Văn Chương, cha của Trần Lệ Xuân.
- Trần Văn Lắm, bộ trưởng ngoại giao Việt Nam cộng hòa.
- Trần Văn Minh, Thủ tướng Việt Nam Cộng hòa.
- Trần Kim Tuyến.
- Trần Văn Hương.
- Trần Văn Khắc.
- Trần Văn Đỗ.
- Trần Văn Tuyên.
- Bảy Nhu tên thật là Trần Văn Nhu, giám ngục nổi tiếng khát máu nhà tù Phú Quốc.

#### Tướng lĩnh
- Trần Văn Hữu.
- Trần Thiện Khiêm.
- Trần Văn Đôn, tướng lĩnh Việt Nam Cộng hòa.
- Trần Văn Hai, chuẩn tướng, Tư lệnh Sư đoàn 7 bộ binh.
- Trần Thanh Phong trung tướng.
- Trần Văn Minh trung tướng.
- Trần Văn Minh thiếu tướng.
- Trần Đình Thọ, chuẩn tướng.
- Trần Quang Khôi chuẩn tướng.
- Trần Văn Soái, tướng Lĩnh quân đội Hoà Hảo.
- Trần Văn Ân , một trong những thủ lĩnh lực lượng chính trị Hòa Hảo thuộc chính quyền Đông Dương, Quốc gia Việt Nam và Việt Nam Cộng hòa.

Thành phần khác
- Trần Văn Nhơn (1912 - 1973), nhạc sĩ nhạc tiền chiến, có bút hiệu là APNC (Antoine-Philippe-Nhơn-Cầu Kho).
- Trần Văn Bá, chủ tịch của Tổng hội Sinh viên Việt Nam tại Paris, người tổ chức vũ trang để lật đổ chính quyền Việt Nam sau 30 tháng 4 năm 1975.

### Cộng hòa xã hội chủ nghĩa Việt Nam

#### Quan chức, chính khách
- Trần Phú: Tổng bí thư đầu tiên của Đảng Cộng sản Việt Nam.
- Trần Văn Lan, Ủy viên ban chấp hành Trung ương khóa I (cùng khóa với Trần Phú.
- Trần Văn Cung, bí thư chi bộ cộng sản đầu tiên ở Việt Nam.
- Trần Đức Lương, nguyên Chủ tịch nước Việt Nam.
- Trần Đại Quang, Chủ tịch nước Việt Nam, Đại tướng, Bộ trưởng Bộ Công an.
- Trần Đăng Khoa (1907-1989) là một Bộ trưởng đầu tiên của Bộ Giao thông Công chính Việt Nam Dân chủ Cộng hòa, Phó Tổng Thư ký Đảng Dân chủ Việt Nam.
- Trần Văn Truyền, Tổng thanh tra Chính phủ Việt Nam.
- Trần Thị Trung Chiến, nguyên Bộ trưởng Bộ Y tế Việt Nam.
- Trần Văn Tuấn, Bộ trưởng nội vụ.
- Trần Đình Hoan: Ủy viên Bộ Chính trị, Trưởng ban Tổ chức Trung ương Đảng CSVN.
- Hoàng Tùng, tên thật là Trần Khánh Thọ.
- Trần Huy Liệu
- Trần Quỳnh
- Trần Hữu Dực

- Trần Ngọc Tăng
- Trần Quang Huy

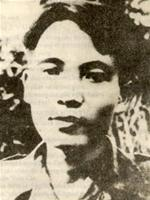
Nhà văn Nam Cao

- Trần Hồng Quân: Bộ trưởng Bộ Giáo dục và Đào tạo.
- Trần Trọng Tân
- Trần Duy Hưng: Bác sĩ, Chủ tịch Ủy ban hành chính đầu tiên và có thời gian tại nhiệm lâu nhất của thành phố Hà Nội.
- Trần Đình Đàn: Chủ nhiệm Văn phòng Quốc hội.
- Trần Đình Long, chính khách và là nhà thơ.
- Trần Quốc Vượng, Thường trực Ban Bí thư Ban Chấp hành Trung ương Đảng Cộng sản Việt Nam, nguyên Chủ nhiệm Ủy ban Kiểm tra Trung ương Đảng Cộng sản Việt Nam, nguyên Viện trưởng Viện kiểm sát Nhân dân Tối cao.
- Trần Cẩm Tú, Chủ nhiệm Ủy ban Kiểm tra Trung ương Đảng Cộng Sản Việt Nam.
- Trần Thanh Mẫn, Chủ tịch Quốc hội Việt Nam, nguyên Chủ tịch Ủy ban Trung ương Mặt trận Tổ quốc Việt Nam.
- Trần Văn Sớ, Chủ tịch đầu tiên của tỉnh Quảng Bình, Thanh Hóa, cựu đại sứ đặc mệnh toàn quyền tại Angieri và một số nước Tây Á Phi Châu.
- Trần Văn Phác, Nguyên Bộ trưởng Bộ Văn hóa Việt Nam.
- Trần Hồng Hà, phó Thủ tướng Chính phủ Việt Nam, nguyên Bộ trưởng Bộ Tài nguyên và Môi trường.

#### Tướng lĩnh, chỉ huy quân sự, lực lượng vũ trang
- Trần Nam Trung, Thượng tướng Quân đội Nhân dân Việt Nam.
- Trần Đăng Ninh- Bí thư tổng quân ủy- Tổng cục trưởng đầu tiên tổng cục cung cấp.
- Hoàng Sâm (tên thật là Trần Văn Kỳ) thiếu tướng Việt Nam.
- Trần Hanh: Thứ trưởng Bộ Quốc phòng.
- Trần Công An, anh hùng lực lượng vũ trang nhân dân Việt Nam.
- Trần Kiên
- Trần Văn Danh
- Trần Văn Trân
- Trần Văn Thanh, tướng công an, nguyên Chánh Thanh tra Bộ Công an.
- Trần Sâm
- Trần Đình Xu
- Trần Văn Quang (Trần Thúc Kính)
- Trần Anh Vinh tư lệnh Quân đoàn 1, Quân đội Nhân dân Việt Nam.
- Trần Văn Ân , Thiếu tướng Quân đội nhân dân Việt Nam.
- Trần Đình, một trong 8 cận vệ của Hồ Chí Minh và được Hồ Chí Minh đặt tên là "Lợi" trong cụm từ "trường kỳ kháng chiến nhất định thắng lợi" (8 người được đặt tên theo 8 chữ cái nêu trên).

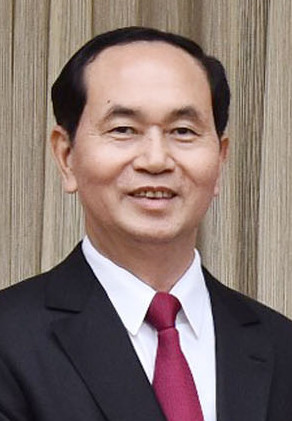
Chủ tịch nước Trần Đại Quang

#### Khác
- Trần Văn Ơn
- Trần Văn Thời
- Trần Ngọc Ban (Trần Quốc Hương, hay Quốc Hương, hay Mười Hương)
- Trần Lâm
- Trần Văn Đang, chiến sĩ biệt động.
- Trần Ngọc Hoằng , Anh Hùng Lao động
- Trần Ngọc Sương, anh hùng lao động.
- Trần Đình Long
- Trần Đình Thanh
- Trần Danh Tuyên
- Trần Ngọc Hùng, kĩ sư xây dựng, chủ tịch tổng Hội xây dựng Việt Nam.

#### Hải ngoại
- Trần Thái Văn
- Trần Hữu Dũng
- Trần Đình Trường
- Trần Văn Đoàn, Giáo sư Triết học Đại học Quốc gia Đài Loan.
- Trần Thanh Vân, Giáo sư Vật lý tại Pháp.

Nhà thơ Trần Tuấn Khải

#### Bất đồng chính kiến
- Hoàng Minh Chính, tên thật là Trần Ngọc Nghiêm.
- Trần Huỳnh Duy Thức, doanh nhân, nhà bất đồng chính kiến
- Trần Anh Kim, cựu Đại tá, nhân vật bất đồng chính kiến.
- Trần Khải Thanh Thủy, nhà bất đồng chính kiến.
- Trần Quốc Hiền, luật sự, nhà bất đồng chính kiến

### Tôn giáo
- Vinh Sơn Trần Ngọc Thụ
- Gioan Baotixita Trần Hữu Đức
- Giuse Trần Văn Thiện
- Phaolô Trần Đình Nhiên
- Phanxicô Xaviê Trần Thanh Khâm
- Phêrô Trần Lục
- Phêrô Gioan Trần Xuân Hạp
- Phêrô Trần Thanh Chung
- Phêrô Trần Đình Tứ
- Giuse Trần Xuân Tiếu
- Thích Thanh Tứ (Trần Văn Long)
- Thích Thanh Từ (Trần Hữu Phước)
- Thích Nhật Từ (Trần Ngọc Thảo), kiêm nhà khoa học
- Trần Quang Vinh, Phối Sư Cao Đài người đã hợp tác tích cực với Nhật, kêu gọi giáo dân Cao Đài xung phong đăng lính cho quân Nhật, trong giai đoạn Nhật Chiếm đóng Việt Nam (theo đó đã có 10.000 giáo dân Cao Đài làm việc cho Nhật, đáng kể nhất là tại xưởng đóng tàu Nitian).

### Khoa học
- Trần Văn Nhung, Giáo sư, Tổng thư ký Hội đồng chức danh Giáo sư nhà nước, nguyên Thứ trưởng Bộ Giáo dục và Đào tạo
- Trần Đức Viên, Giáo sư, Chủ tịch Hội đồng Học viện Nông nghiệp Việt Nam
- Trần Văn Chứ, Giáo sư, Hiệu trưởng Trường Đại học Lâm nghiệp Việt Nam
- Trần Đình Hoà, Giáo sư, Viện trưởng Viện Khoa học Thủy lợi
- Trần Đức Thảo, Giáo sư triết học của Việt Nam
- Trần Văn Giàu, nhà sử học, giáo sư
- Trần Quốc Vượng, giáo sư sử học
- Trần Du lịch, tiến sĩ, viện Nghiên cứu phát triển Thành phố Hồ Chí Minh, đại biểu Quốc hội khóa XII
- Trần Văn Giáp
- Trần Đình Hượu, Phó giáo sư Văn học
- Trần Hữu Nghị, giáo sư
- Trần Kim Thạch, Giáo sư địa chất hàng đầu của Việt Nam
- Trần Nghi, Nhà giáo Nhân dân, Giáo sư, Tiến sĩ ĐỊa chất
- Trần Đình Long (giáo sư)
- Trần Văn Thọ, giáo sư gốc Việt
- Trần Lâm Biền, nhà nghiên cứu văn hóa Việt Nam
- Trần Hữu Tước, giáo sư khoa tai mũi họng Việt Nam
- Trần Thị Băng Thanh, phó giáo sư, tiến sĩ văn học Việt Nam
- Trần Nghĩa, phó giáo sư
- Trần Quý, Tiến sĩ, Viện trưởng, Viện Phát Triển Kinh Tế Số Việt Nam

### Văn nghệ sĩ
- Trần Ngọc Lầu
- Khái Hưng (tên thật là Trần Khánh Giư)
- Trần Tiêu: Thành viên nhóm Tự lực văn đoàn
- Trần Văn Cẩn, họa sĩ, tác giả của bức tranh "em Thúy"
- Trần Tuấn Khải, nhà thơ với hiệu là Á Nam
- Nam Cao, tên thật là Trần Hữu Tri
- Chính Hữu (tên thật là Trần Đình Đắc)
- Tế Hanh, tên thật là Trần Tế Hanh
- Trần Hữu Trang, nghệ sĩ cải lương
- Trần Dần, nhóm Nhân văn Giai phẩm
- Trần Đăng Khoa (s. 1958), là một nhà thơ, nhà báo, hội viên của Hội Nhà văn Việt Nam.
- Trần Phương (nghệ sĩ)
- Trần Huyền Trân
- Trần Ngọc Viện
- Lê Vân
- Lê Khanh
- Trần Thanh Mại
- Trần Bảng – Cha của Trần Lực
- Nguyên Sa, tên thật là (Trần Bích Lan)
- Trần Cao Lĩnh
- Trần Vũ, nhà văn hải ngoại
- Trần Mạnh Hảo
- Trần Quốc Thực, nhà thơ
- Mường Mán, (tên thật là Trần Văn Quảng), nhà thơ Việt Nam
- Nhã Ca (tên thật là Trần Thị Thu Vân), nhà thơ Việt Nam
- Trần Mai Ninh, nhà thơ Việt Nam
- Trần Thu Trang, nhà văn Việt Nam
- Trần Thị Trường, nhà văn Việt Nam
- Trần Quốc Khánh, NSND, NSƯT được biết đến với vai Ngọc Hoàng trong Táo Quân.
- Hữu Mai, tên thật là Trần Hữu Mai, tác giả tiểu thuyết Ông cố vấn: Hồ sơ một điệp viên
- Băng Sơn (tên thật là Trần Quang Bốn), nhà văn Việt Nam
- Thanh Tịnh (tên thật là Trần Văn Ninh), nhà văn Việt Nam
- Trần Bạch Thu Hà, giáo sư, nghệ si nhân dân dương cầm Việt Nam
- Trần Quốc Ẩn, nghệ sĩ thư pháp Việt Nam
- Trần Phan Huy Khánh, Diễn viên

### Âm nhạc, điện ảnh, truyền hình các lĩnh vực khác
- Trần Long Ẩn, nhạc sĩ.
- Trần Trịnh, nhạc sĩ Việt Nam nổi tiếng với các bài hát bất hủ.
- Trần Hiếu, nhạc sĩ.
- Trần Thu Hà, ca sĩ, con gái của Trần Hiếu.
- Trần Tiến, nhạc sĩ.
- Trần Mạnh Tuấn, nghệ sĩ thổi kèn.
- Trần Văn Khê, giáo sư âm nhạc dân tộc.
- Trần Thiện Thanh, nhạc sĩ.
- Tuấn Khanh, nhạc sĩ nhạc vàng, (tên thật là Trần Ngọc Trọng).
- Hoàng Trang, tên thật là Trần Văn Phát, nhạc sĩ nhạc vàng.
- Thủy Tiên (tên thật là Trần Thị Thủy Tiên) ca sĩ nhạc trẻ kiêm diễn viên.
- Bảo Thy (tên thật là Trần Thị Thúy Loan) ca sĩ nhạc trẻ.
- Minh Tuyết, tên thật là Trần Thị Minh Tuyết.
- Cẩm Ly tên thật là Trần Thị Cẩm Ly, ca sĩ nổi tiếng ở Việt Nam.
- Quốc Thiên (Trần Quốc Thiên), giải nhất cuộc thi thần tượng âm nhạc Việt Nam.
- Quang Vinh (ca sĩ), tên thật là Trần Quang Vinh.
- Thùy Chi, (Trần Thùy Chi), ca sĩ Việt Nam.
- Trần Khánh
- Hùng Cường (nghệ sĩ) (tên thật là Trần Kim Cường).
- Hương Lan (Trần Ngọc Ánh).
- Ánh Tuyết (Trần Thị Tiếc).
- Hà Thanh (Trần Thị Lục Hà).
- Vân Khánh (Trần Thị Vân Khánh).
- Thiên Kim (Trần Thiên Kim).
- Trần Văn Trạch.
- Trần Quang Lộc.
- Trần Quang Huy (nhạc sĩ).
- Trần Quế Sơn nhạc sĩ.
- Trần Lê Quỳnh.
- Trần Lực - Diễn viên - Đạo diễn (giám đốc hãng phim Đông A).
- Trần Văn Thủy.
- Trần Anh Hùng, đạo diễn gốc Việt.
- Trần Nữ Yên Khê, diễn viên gốc Việt.
- Trần Hàm.
- Dịu Hương, tên thật là Trần Thị Dịu, nghệ sĩ chèo Việt Nam.
- Hữu Nghĩa, tên thật là Trần Hữu nghĩa, nghệ sĩ kịch nói Việt Nam.
- Trần Nguyễn Uyên Linh, ca sĩ trẻ Việt Nam.
- Katsuni hay Céline Tran một diễn viên phim khiêu dâm người Pháp gốc Việt.
- Trần Chung, nhạc sĩ.
- Trần Lập nhạc sĩ, trưởng nhóm nhạc Bức tường.
- Trần Thị Thùy Dung, Hoa hậu Việt Nam 2008.
- Trang Trần (Trần Thị Trang), cựu siêu mẫu, diễn viên Việt Nam
- Trần Ngọc Lan Khuê, Hoa khôi Áo dài Việt Nam 2014, đại diện Việt Nam tham dự Hoa hậu Thế giới 2015 (Miss World).
- Trần Tiểu Vy, Hoa hậu Việt Nam 2018, đại diện Việt Nam tham dự Hoa hậu Thế giới 2018 (Miss World).
- Khánh Vy (tên thật là Trần Khánh Vy), Youtuber, Vlogger kiêm người dẫn chương trình truyền hình nổi tiếng người Việt Nam.
- Trần Thị Hương Giang, Á hậu 2 Hoa hậu Việt Nam Toàn cầu 2009, đại diện Việt Nam tham dự Hoa hậu Thế giới 2009 (Miss World).
- Thùy Chi, tên đầy đủ là Trần Thùy Chi, ca sĩ Việt Nam
- Chí Thiện, tên đầy đủ là Trần Chí Thiện, ca sĩ Việt Nam
- Minh Vương M4U, tên đầy đủ là Trần Trương Minh Vương, ca sĩ Việt Nam
- Kiko Chan (Trần Thị Thu Trang), Á hậu 4 Hoa hậu Tỏa sáng Quốc tế Thế giới 2017
- Khởi My, tên đầy đủ là Trần Khởi My, ca sĩ nhạc trẻ Việt Nam.
- AMEE, tên thật Trần Huyền My, ca sĩ nhạc trẻ Việt Nam
- HIEUTHUHAI (Trần Minh Hiếu), rapper người Việt Nam
- B Ray, tên thật là Trần Thiện Thanh Bảo, rapper người Việt Nam, huấn luyện viên Rap Việt (mùa 3) và Rap Việt (mùa 4)

### Thể thao
- Trần Tiến (võ sư) người sáng lập võ phái Thiếu Lâm nội gia võ thuật đạo Việt Nam, người huấn luyện võ thuật cho lực lượng đặc công Việt Nam.
- Trần Triệu Quân, võ sư chủ tịch tổ chức Liên đoàn Taekwon-Do quốc tế (International Taekwon-Do Federation - ITF), nhiệm kỳ 2003-2011.
- Trần Xil, võ sư huấn luyện cho Quân lực Việt Nam Cộng hòa.
- Trần Hiếu Ngân, võ Taekwondo, vận động viên Việt Nam đầu tiên đạt huy chương tại Thế Vận Hội.
- Trần Quang Hạ, võ Taekwondo, người Việt Nam đầu tiên đoạt huy chương vàng môn này tại Á Vận hội.
- Trần Oanh, xạ thủ, kiện tướng bắn súng Việt Nam.
- Trần Công Minh, tuyển thủ quốc gia Việt Nam.
- Trần Trường Giang, tuyển thủ bóng đá quốc gia Việt Nam.
- Trần Duy Long, nguyên huấn luyện viên trưởng đội tuyển bóng đá quốc gia Việt Nam.
- Trần Đức Cường, thủ môn đội tuyển bóng đá quốc gia Việt Nam.
- Trần Khoa Điển, cầu thủ bóng đá Việt Nam.
- Trần Duy Quang, tuyển thủ quốc gia Việt Nam.
- Trần Thị Duyên , nữ cầu thủ bóng đá
- Trần Thị Thùy Trang, nữ cầu thủ bóng đá
- Trần Thanh Tú, vận động viên cờ vua Việt Nam.
- Trần Cảnh Được, vận động viên bóng bàn Việt Nam.
- Trần Phi Sơn, cầu thủ bóng đá Việt Nam.
- Trần Hữu Đông Triều, cầu thủ bóng đá Việt Nam.
- Trần Đình Trọng, cầu thủ bóng đá Việt Nam.
- Trần Thị Kim Thanh, cầu thủ bóng đá nữ Việt Nam.
- Trần Nguyên Mạnh, cầu thủ bóng đá Việt Nam.
- Trần Bảo Toàn, cầu thủ bóng đá Việt Nam.
- Trần Danh Trung, cầu thủ bóng đá Việt Nam.
- Trần Văn Vũ, cầu Thủ Futsal, đội trưởng đội tuyển Futsal Việt Nam.
- Trần Liêm Điều , cầu thủ bóng đá
- Trần Tấn Đông, Cầu Thủ Futsal
- Trần Nhật Trung, cầu thủ futsal

### Được mang họ Trần
Dưới đây là những người tuy không thuộc họ Trần nhưng đã được ban cho mang họ này (thời nhà Trần) hoặc có bí danh, bút danh phổ biến mang họ Trần
- Trần Khắc Chung: Tên thật là Đỗ Khắc Chung được mang họ Trần do nhà Trần ban tặng vì đã có công lao to lớn)
- Trần Đại Nghĩa: tên thật là Phạm Quang Lễ, tên Trần Đại Nghĩa được Hồ Chí Minh đặt tặng
- Trần Văn Trà: tên thật là Nguyễn Chấn
- Trần Tử Bình: tên thật là Phạm Văn Phu
- Trần Quyết: tên thật là Phạm Văn Côn
- Trần Độ: tên thật là Tạ Ngọc Phách
- Trần Hoàn: tên thật là Nguyễn Tăng Hích
- Trần Quốc Hoàn: tên thật là Nguyễn Trọng Cảnh
- Trần Phương: tên thật là Vũ Văn Dung
- Trần Quý Hai: tên thật là Bùi Chấn
- Trần Dân Tiên, bút danh của Hồ Chí Minh
- Trần Phong bí danh của Nguyễn Minh Triết
- Trần Quốc Thảo: tên thật là Hồ Xuân Lưu (liệt sĩ)
- Trần Đăng tên thật là Đặng Trần Thi.
- Trần Xuân Bách: tên thật là Vũ Thiện Tuấn
- Trần Bạch Đằng: Tên thật là Trương Gia Kiều, nhà nghiên cứu
- Trần Vàng Sao: Tên thật là Nguyễn Đính, nhà thơ
- Trần Hiệu tên thật là Vũ Văn Địch

## Người Trung Quốc nổi tiếng
Từ thời Hán trở về trước
- Trần Thắng, lãnh tụ khởi nghĩa thời hậu Tần, tự xưng là Vương, đặt hiệu là Trương Sở.
- Trần Dư
- Trần Bình – Thừa tướng khai quốc nhà Tây Hán
- Trần Thọ, tác giả Tam Quốc Chí
- Trần Kiều, hoàng hậu nhà Hán
- Trần Phồn, đại thần nhà Đông Hán
- Trần Cung
- Trần Đăng (mưu sĩ)
- Trần Quần: mưu sĩ của Tào Tháo
- Trần Thái, tướng nhà Tào Ngụy
- Trần Lâm, mưu sĩ của Viên Thiệu

Thời nhà nhà Trần (Trung Quốc) 
Gồm 05 vị Hoàng đế như:
- Trần Vũ Đế (hay Trần Bá Tiên)
- Trần Văn Đế
- Trần Bá Tông
- Trần Tuyên Đế
- Trần Thúc Bảo

Thời nhà Lương đế nhà Đường
- Trần Khánh Chi, tướng nhà Lương
- Huyền Trang, tục danh Trần Huy, nhà sư thời Đường

Thời nhà Tống đến nhà Thanh
- Trần Khâm Tộ, tướng nhà Tống chết trận ở Việt Nam
- Trần Đoàn - Hy di tiên sinh: Người sáng lập khoa tử vi Trung Hoa
- Trần Đạt, đầu lĩnh Lương Sơn Bạc
- Trần Tự Minh, tự Lương Phủ, ngươi Lâm Xuyên (nay là Giang Tây) là chuyên gia trứ danh về phụ sản khoa đời Nam Tống.
- Trần Thế Mỹ, phò mã nhà Tống, bị Bao Công xử trảm
- Trần Phu, sứ giả nhà Nguyên đến Việt Nam
- Trần Hữu Lượng, lãnh tụ khởi nghĩa thời hậu Nguyên, người từng mượn danh là con của Trần Ích Tắc, một cựu tôn thất nhà Trần
- Trần Viên Viên, mỹ nữ nổi tiếng thời nhà Minh
- Trần Trí, quan đô hộ của nhà Minh ở Việt Nam
- Trần Hiệp, quan đô hộ của nhà Minh ở Việt Nam
- Trần Tuần, trạng nguyên thời Minh
- Trần Lâm, một vị chỉ huy quân đội nhà Minh trong cuộc chiến tranh với Nhật Bản tại Triều Tiên
- Thanh Cao Tông, Càn Long con của Trần Các Lão thuộc dòng họ Trần Ích Tắc hoàng tử Việt Nam.
- Trần Cận Nam, thủ lĩnh Thiên Địa Hội
- Trần Ngọc Thành, một tướng dưới quyền của Hồng Tú Toàn thời Thái Bình Thiên Quốc
- Trần gia Thái cực quyền: Gia tộc về võ học tại Trung Quốc gồm các đại diện như: Trần Bốc; Trần Vương Đình; Trần Trường Hưng, Trần Thanh Bình; Trần Sở Nhạc, Trần Hữu Bản, Trần Hữu Hằng, Trần Chiếu Phi, Trần Phát Khoa, Trần Chiếu Khuê....
- Trần Chân, đệ tử của Tinh Võ Môn

### Chính trị, quân sự
- Trần Quả Phu chỉ huy phiến quân thời Nội chiến Trung Quốc
- Trần Lập Phu chỉ huy phiến quân thời Nội chiến Trung Quốc
- Trần Nghị, một trong Thập đại nguyên soái của Cộng hòa Nhân dân Trung Hoa
- Trần Canh - Một trong mười đại tướng nổi tiếng của quân đội nhân dân Trung Quốc
- Trần Độc Tú - Người đồng sáng lập Đảng Cộng sản Trung Quốc
- Trần Thủy Biển, Tổng thống Đài Loan
- Trần Lương Vũ- Bí thư Thành ủy Thượng Hải
- Trần Bỉnh Đức- Thượng tướng, nguyên Tổng Tham mưu trưởng Quân Giải phóng Nhân dân Trung Quốc
- Trần Đức Minh, Bộ trưởng Bộ Thương mại Cộng hòa Nhân dân Trung Hoa
- Trần Phùng Phú Trân, Tổng Giám đốc Tổ chức Y tế Thế giới (WHO).
- Trần Thiệu Khoan, tư lệnh Hải quân Quốc Dân đảng dưới thời của Tưởng Giới Thạch
- Trần Tế Đường, đại tướng Trung Hoa Dân Quốc

### Điện ảnh - âm nhạc
- Thành Long, tên thật Trần Cảng Sinh, diễn viên Hồng Kông
- Trần Dịch Tấn, ca sĩ Hồng Kông
- Trần Khải Ca, đạo diễn
- Trần Gia Hoa, ca sĩ, diễn viên, MC Đài Loan
- Trần Kiện Phong, nam diễn viên Hồng Kông
- Trần Kiều Ân, nữ diễn viên Đài Loan
- Trần Hồng, diễn viên
- Trần Quán Hy, diễn viên
- Trần Hảo, diễn viên
- Trần Tinh Húc, diễn viên
- Trần Hạo Dân, diễn viên
- Trần Khôn, diễn viên
- Trần Tuệ Lâm, diễn viên
- Trần Kiến Bân, diễn viên đóng vai Tào Tháo trong Tam Quốc 2010
- Trần Dịch Lâm, diễn viên đóng vai Mã Siêu trong phim Tam Quốc 2010
- Trần Sâm, diễn viên trẻ Hồng Kông
- Trần Ngọc Liên
- Trần Đạo Minh
- Trần Pháp Dung
- Trần Khả Tân
- Trần Kiều Ân
- Trần Kiến Châu (thường được gọi là Blackie), là diễn viên và chủ show truyền hình rất nổi tiếng tại Đài Loan
- Trần Hiểu Húc, diễn viên
- Trần Bảo Liên, nữ diễn viên
- Trần Long, nam ca sĩ kiểm diễn viên của Trung Quốc
- Trần Hách, nam diễn viên Trung Quốc
- Trần Ngọc Kỳ, nữ diễn viên Trung Quốc
- Trần Dao, nữ diễn viên Trung Quốc
- Trần Hiểu, nam diễn viên Trung Quốc
- Trần Nghiên Hy, nữ diễn viên Trung Quốc
- Trần Tường, nam diễn viên Trung Quốc
- Trần Lập Nông, ca sĩ, cựu thành viên nhóm nhạc Nine Percent người Đài Loan
- Trần Kha, nữ ca sĩ, thành viên nhóm GNZ48
- Trần Phi Vũ, diễn viên

### Lĩnh vực khác
- Trần Cảnh Nhuận, nhà toán học Trung Quốc, được vinh danh khi họ của ông được đặt cho tên của một huy chương của Hiệp hội Toán học Quốc tế, huy chương Trần (huy chương Chern)
- Trần Vân Phát, huấn luyện viên đội tuyển nữ Quốc gia Việt Nam
- Trần Kim, tay vợt (cầu lông) vô địch thế giới
- Lương Vũ Sinh, tên thật là Trần Văn Thống (陳文統, Chen Wentong) là một nhà văn tiểu thuyết võ hiệp được tôn làm "Võ hiệp ngũ đại gia" (cùng với Kim Dung, Cổ Long...

## Những người họ Trần nổi tiếng ở các quốc gia khác
- Jin Ji-hee, diễn viên Hàn Quốc trong bộ phim truyền hình "Gia đình là số một"
- Jin-Soo Kwon, diễn viên Hàn Quốc trong bộ phim truyền hình "Mất tích" của Mỹ
- Jin Sun-Yu, vận động viên trượt băng tốc độ người Hàn Quốc
- Tan Kah Kee, thương gia Singapore
- Trần Khánh Viêm, tổng thống thứ 7 chính quyền Singapore
- Bruce Chen, vận động viên bóng chày của Panama
- Edward Chen, kỹ sư của Nam Phi
- Julie Chen, nhân viên của Công ty truyền thông CBS, Hoa Kỳ
- Steve Chen, người đồng sáng lập ra You Tube
- Tan Chong Hoe, huấn luyện viên bóng đá Malaysia
- Vincent Tan, tỷ phú Malaysia, sáng lập tập đoàn Berjaya, chủ sở hữu câu lạc bộ bóng đá Cardiff City
- Eddy Chen, youtuber, nghệ sĩ dương cầm
- Chen Kenmin, đầu bếp người Nhật gốc Hoa.